# (32973) 1996 TN11
1996 تي أن 11 (ويعرف أيضًا باسم (32973) 1996 تي أن 11 وفق تسمية الكوكب الصغير) (بالإنجليزية: 1996 TN11)‏ هو كويكب ضمن حزام الكويكبات؛ وترتيبه 32973 من حيث الاكتشاف.
اكتُشف هذا الجُرم الفلكي بواسطة Kin Endate ‏ في 11 أكتوبر 1996.

## وصلات خارجية
- (32973) 1996 TN11 في قاعدة بيانات مختبر الدفع النفاث لأجرام النظام الشمسي الصغيرة

- الاكتشاف · مخطط المدار ·  العناصر المدارية · المعلمات المادية

- (32973) 1996 TN11 على موقع ويكي سكاي: DSS2, SDSS, GALEX, IRAS, Hydrogen α, X-Ray, Astrophoto, Sky Map, Articles and images